# Eleições distritais no Distrito Federal em 1958
As eleições distritais no Distrito Federal em 1958 ocorreram em 3 de outubro como parte das eleições gerais no Distrito Federal, em 20 estados e nos territórios federais do Acre, Amapá, Rondônia e Roraima. Neste dia os cariocas elegeram o senador Afonso Arinos, além de 17 deputados federais e 50 vereadores.

## Resultado das eleições para senador
Segundo o Tribunal Superior Eleitoral foram apurados 855.238 votos nominais (92,20%), 32.295 votos em branco (3,48%) e 40.049 votos nulos (4,32%), resultando no comparecimento de 927.582 eleitores.
| Candidatos a senador da República | Candidatos a suplente de senador | Número | Partido/Coligação   | Votação | Percentual |
| --------------------------------- | -------------------------------- | ------ | ------------------- | ------- | ---------- |
| Afonso Arinos UDN                 | Ver abaixo -                     | -      | UDN (sem coligação) | 397.466 | 46,47%     |
| Lutero Vargas PTB                 | Ver abaixo -                     | -      | PTB, PSP            | 319.172 | 37,32%     |
| João Mangabeira PSB               | Ver abaixo -                     | -      | PSB (sem coligação) | 49.375  | 5,77%      |
| Mozart Lago PST                   | Ver abaixo -                     | -      | PST, PRT, PR        | 46.012  | 5,38%      |
| Alencastro Guimarães PTN          | Ver abaixo -                     | -      | PTN, PSD            | 43.213  | 4,94%      |
| Fontes:                           |                                  |        |                     |         |            |

## Resultado da eleição para suplente de senador
Segundo o Tribunal Superior Eleitoral foram apurados 610.052 votos nominais (65,77%), 244.195 votos em branco (26,33%) e 73.335 votos nulos (7,90%), resultando no comparecimento de 927.582 eleitores.
| Candidatos a senador da República | Candidatos a suplente de senador | Número | Partido/Coligação   | Votação | Percentual |
| --------------------------------- | -------------------------------- | ------ | ------------------- | ------- | ---------- |
| Ver acima -                       | Venâncio Igrejas UDN             | -      | UDN (sem coligação) | 299.763 | 49,14%     |
| Ver acima -                       | Lineu de Albuquerque Melo PTB    | -      | PTB, PSP            | 203.727 | 33,39%     |
| Ver acima -                       | Henrique Cândido Camargo PST     | -      | PST, PRT, PR        | 36.916  | 6,05%      |
| Ver acima -                       | Hélio Santos Damasceno PTN       | -      | PTN, PSD            | 35.501  | 5,82%      |
| Ver acima -                       | Dante Nascimento Costa PSB       | -      | PSB (sem coligação) | 34.145  | 5,60%      |
| Fontes:                           |                                  |        |                     |         |            |

## Deputados federais eleitos
São relacionados os candidatos eleitos com informações complementares da Câmara dos Deputados.

Representação eleita
  UDN: 6
  PTB: 5
  PSP: 4
  PSB: 1
  PSD: 1

Fonteː
| Deputados federais eleitos | Partido | Votação | Percentual | Cidade onde nasceu    | Unidade federativa |
| Carlos Lacerda             | UDN     | 143.012 |            | Rio de Janeiro        | Rio de Janeiro     |
| Chagas Freitas             | PSP     | 94.999  |            | Rio de Janeiro        | Rio de Janeiro     |
| Menezes Cortes             | UDN     | 60.579  |            | Rio de Janeiro        | Rio de Janeiro     |
| Eloy Dutra                 | PTB     | 59.780  |            | Rio de Janeiro        | Rio de Janeiro     |
| Mendes de Moraes           | PSP     | 36.729  |            | Rio de Janeiro        | Rio de Janeiro     |
| Rubens Berardo             | PTB     | 26.213  |            | Recife                | Pernambuco         |
| Sérgio Magalhães           | PTB     | 20.094  |            | Recife                | Pernambuco         |
| Adauto Lúcio Cardoso       | UDN     | 19.797  |            | Curvelo               | Minas Gerais       |
| Breno da Silveira          | PSB     | 19.480  |            | Mamanguape            | Paraíba            |
| Waldir Simões              | PTB     | 17.786  |            | Nova Iguaçu           | Rio de Janeiro     |
| Benjamin Farah             | PSP     | 16.099  |            | Corumbá               | Mato Grosso do Sul |
| Nelson Carneiro            | PSD     | 16.067  |            | Salvador              | Bahia              |
| Lício Hauer                | PTB     | 15.664  |            | Rio de Janeiro        | Rio de Janeiro     |
| Cardoso de Menezes         | UDN     | 15.633  |            | Campinas              | São Paulo          |
| Hamilton Nogueira          | UDN     | 8.305   |            | Campos dos Goytacazes | Rio de Janeiro     |
| Mário Martins              | UDN     | 7.421   |            | Petrópolis            | Rio de Janeiro     |
| Gurgel do Amaral           | PSP     | 7.407   |            | Rio de Janeiro        | Rio de Janeiro     |
| Fontes:                    |         |         |            |                       |                    |

## Vereadores eleitos
Durante sua existência, a Câmara Municipal do Distrito Federal foi integrada por 138 nomes, treze dos quais seriam eleitos para compor a primeira legislatura da Assembleia Legislativa da Guanabara em 1960.
| Relação dos vereadores eleitos     | Partido | Votação | Percentual | Cidade onde nasceu | Unidade federativa |
| Raul Brunini                       | UDN     | 24.361  |            | Rio Claro          | São Paulo          |
| Arnaldo Nogueira                   | UDN     | 16.700  |            | Franca             | São Paulo          |
| Geraldo Moreira                    | PTB     | 11.737  |            |                    |                    |
| Antônio Mourão Vieira Filho        | PSP     | 10.171  |            |                    |                    |
| Hugo Ramos                         | PSD     | 9.789   |            | Florianópolis      | Santa Catarina     |
| Lígia Bastos                       | UDN     | 8.687   |            | Rio de Janeiro     | Rio de Janeiro     |
| Jair Martins                       | UDN     | 7.934   |            | Rio de Janeiro     | Rio de Janeiro     |
| Amando da Fonseca                  | PTB     | 7.647   |            |                    |                    |
| Miécimo da Silva                   | PSP     | 6.920   |            |                    |                    |
| Frederico Trotta                   | PSD     | 6.861   |            | Rio de Janeiro     | Rio de Janeiro     |
| Ubaldo da Silva Oliveira           | PSP     | 6.846   |            |                    |                    |
| Nelson José Salim                  | PSP     | 6.705   |            |                    |                    |
| Celso de Souza Santos Lisboa       | PTB     | 6.567   |            |                    |                    |
| Erasmo Martins Pedro               | PSD     | 6.450   |            | Rio de Janeiro     | Rio de Janeiro     |
| Rubem Cardoso Pires                | PSD     | 5.986   |            |                    |                    |
| Gladstone Chaves de Melo           | PDC     | 5.886   |            | Campanha           | Minas Gerais       |
| Velinda Maurício da Fonseca        | PTB     | 5.762   |            |                    |                    |
| Osmar Lopes de Resende             | PSD     | 5.659   |            |                    |                    |
| Manoel Navella da Silva Júnior     | PRT     | 5.347   |            |                    |                    |
| José Maria de Carvalho             | PSD     | 5.239   |            | Rio de Janeiro     | Rio de Janeiro     |
| Murilo Miranda                     | UDN     | 5.174   |            |                    |                    |
| Pedro Faria                        | PSD     | 4.995   |            | Rio de Janeiro     | Rio de Janeiro     |
| Paulo George Esteves Areal         | UDN     | 4.940   |            |                    |                    |
| Waldemar Viana de Carvalho         | PRT     | 4.450   |            |                    |                    |
| Levi de Miranda Neves              | PSD     | 4.376   |            |                    |                    |
| Júlio Cesário de Melo              | PSB     | 4.371   |            | Recife             | Pernambuco         |
| Salomão Hassem Handam Filho        | PTB     | 4.356   |            |                    |                    |
| Telêmaco Maia                      | PR      | 4.238   |            |                    |                    |
| Domingos Dangelo                   | UDN     | 4.234   |            |                    |                    |
| Roberto Lopes Gonçalves Lima       | PTB     | 3.980   |            |                    |                    |
| Sales Neto                         | UDN     | 3.898   |            | Rio de Janeiro     | Rio de Janeiro     |
| Semi Jorge Haddad Abdulmacih       | PR      | 3.872   |            |                    |                    |
| Isaac Izecksohn                    | PSB     | 3.850   |            |                    |                    |
| Lauro do Vale Leão                 | PRT     | 3.794   |            |                    |                    |
| Milton de Castro Menezes           | PTB     | 3.706   |            |                    |                    |
| Francisco Silbert Sobrinho         | PSB     | 3.440   |            |                    |                    |
| Nilo Romero                        | PR      | 3.361   |            |                    |                    |
| José Luciano Lopes                 | PL      | 3.337   |            |                    |                    |
| Dulce Pinto de Magalhães           | PDC     | 3.257   |            |                    |                    |
| Jurandy Cícero de Miranda          | PR      | 3.235   |            |                    |                    |
| Cristiano Salinas Lacorte          | PL      | 3.197   |            |                    |                    |
| Antônio Frederico Luvizaro         | PST     | 3.131   |            |                    |                    |
| Albano Raymundo da Fonseca Marques | PTN     | 3.062   |            |                    |                    |
| Anibal de Gouvêa                   | PRT     | 2.882   |            |                    |                    |
| José Romero Dantas                 | PTN     | 2.687   |            |                    |                    |
| Horácio Cardoso Franco             | PL      | 2.576   |            |                    |                    |
| Alexandrino Mendes Soares          | PTN     | 2.566   |            |                    |                    |
| Antônio Dias Lopes                 | PSB     | 2.555   |            |                    |                    |
| Nilton Moreira Pereira             | PST     | 2.422   |            |                    |                    |
| Benedito Ignácio Maria             | PRP     | 2.372   |            |                    |                    |
| Fontes:                            |         |         |            |                    |                    |